# Clubiona qiyunensis
Clubiona qiyunensis este o specie de păianjeni din genul Clubiona, familia Clubionidae, descrisă de Xu, Yang și Song în anul 2003. Conform Catalogue of Life specia Clubiona qiyunensis nu are subspecii cunoscute.